# Optyka adaptatywna

Zdeformowane lustro może posłużyć do poprawienia błędów z nadchodzącej fali w teleskopie astronomicznym

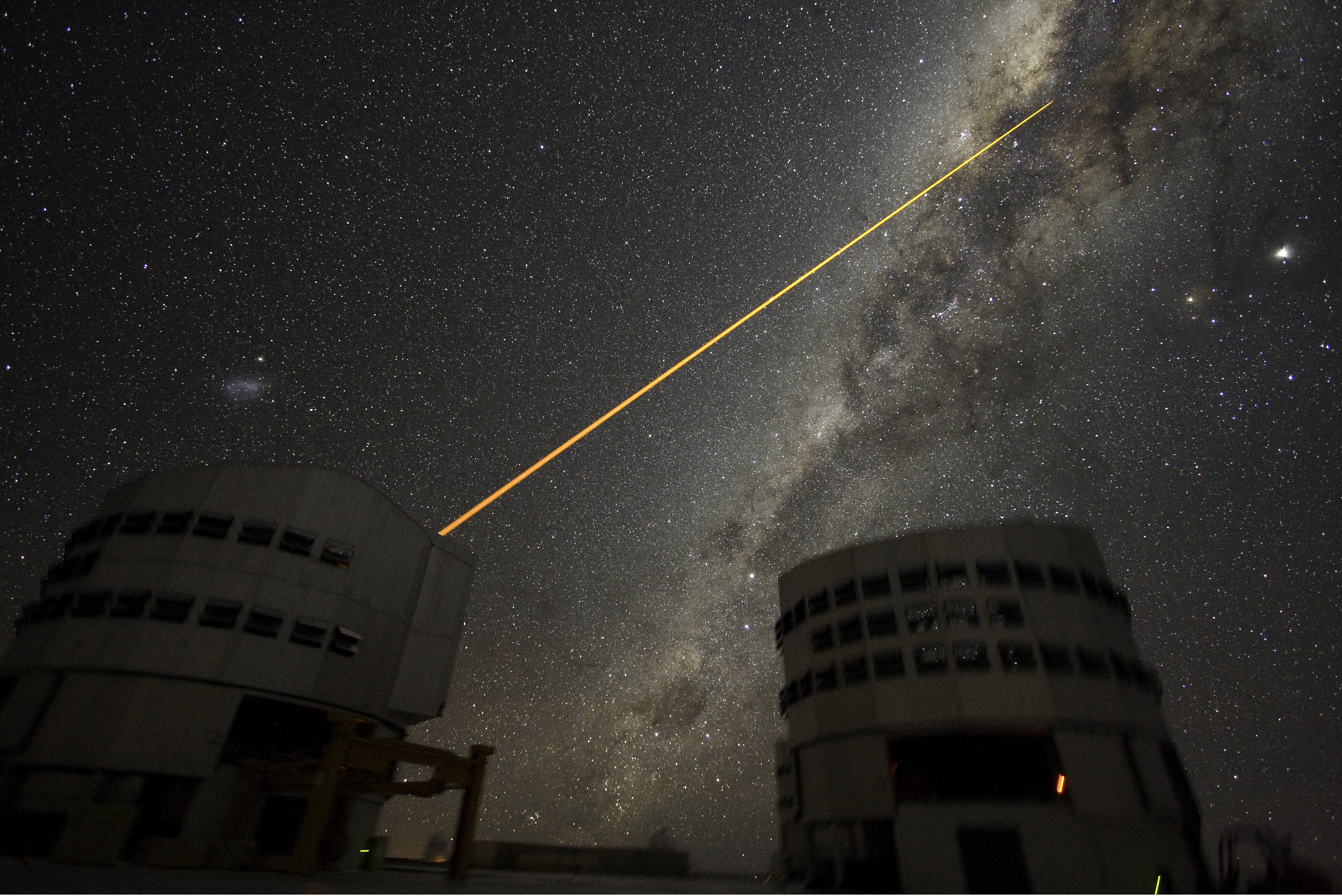
Very Large Telescope. Wiązka lasera generująca obraz „sztucznej gwiazdy” jako sygnał regulujący.

Optyka adaptatywna (lub optyka adaptacyjna) – optyka stosowana w astronomii w celu wyeliminowania zaburzeń powodowanych drganiami atmosfery (zob. scyntylacja). Używanie jej polega na sterowaniu teleskopem przez komputer dla uniknięcia lokalnych odkształceń zwierciadła (rzędu paru mikrometrów), korygując w ten sposób błędy w otrzymywanym obrazie.
Korektę przeprowadza się poprzez użycie specjalnego deformowalnego lustra (ang. rubber mirror). Sygnał regulujący działanie układu korekcyjnego pochodzi z bliskiej, jasnej gwiazdy albo z obrazu „sztucznej gwiazdy” generowanego wiązką lasera wzbudzającą cząstki materii w wysokich warstwach atmosfery. Kształt deformowalnego lustra jest dostosowywany tak, aby wiązka sygnału kontrolnego była jak najmniej rozmyta. Robi się to poprzez analizę kształtu frontu fali. Światło obserwowanego obiektu poprawia się dokładnie w taki sam sposób. Typowy czas przeprowadzania jednej korekty to 1 milisekunda, rozmiar deformowalnego elementu to kilka centymetrów, a liczba korygowanych elementów optycznych jest typowo od kilkudziesięciu do kilkuset. 
Optyka adaptatywna oferuje znacznie większe możliwości niż prostsza technologicznie optyka aktywna. Jest obecnie wykorzystywana zarówno w mniejszych teleskopach (np. 3,6-metrowym w Obserwatorium La Silla), jak i w większych – w 8-metrowym teleskopie Gemini-North, teleskopie Keck II, czy w zespole teleskopów VLT. Kilka następnych urządzeń optyki adaptatywnej jest w budowie bądź w fazie projektowania.
Dzięki tej technologii udało się po raz pierwszy bezpośrednio zaobserwować planetę pozasłoneczną, a także przeprowadzić szczegółowe badania czarnej dziury w centrum Drogi Mlecznej.